# ヒュンダイ・マイティ
マイティ (MIGHTY、朝: 마이티) は、大韓民国の自動車会社、現代自動車により製造・販売されている準中型トラックである。2020年 (令和2年) 12月10日、タタ大宇・ザ・センが発売されるまで、約16年間に渡り大韓民国唯一の準中型トラックであった。
ポーター、及びリベロとパヴィスの中間に位置しており、2t積、2.5t積、3.5t積を用意。ポーター程度では無いが、バン車、冷凍車、タンクローリー車等、多用途に使用されている。2020年式以前はAT車の設定は無く、最大積載量4t未満である為、MT車は大韓民国におけるAT限定では無い第二種普通免許で運転可能である。なお、現在は第二種普通免許用の教習車としては使用されていない。

## 初代 FE4型 (1986年 - 1998年)
- 1986年12月5日 - 自動車産業合理化措置（朝鮮語版）の解除に伴い、三菱ふそう・FE4型キャンターのリバッジ車として大韓民国市場に投入される。ベース車は角形2灯式の日本仕様車では無く、丸形4灯式の輸出仕様車であり、相違点はエンブレムのみであった。当初は現代自動車初となる積載量2.5t車のみの設定であり、当時はキア・タイタン（朝鮮語版）が競合車種であった。マイティはタイタンより全幅を広く取り、視界が良好で居住空間も広大であった。キャビンが前方に倒れるキャブチルトとフロアシフト式MTを採用。FE4型キャンターにはワイドキャブの他に、フルキャブも設定されたが、マイティはワイドキャブのみが設定された。大韓民国製積載量2.5t車初となる、100馬力を発揮するD4AN型3.3Lを搭載し、スーパータイタンに搭載された86馬力を発揮するHA型3.0Lと比較して『天下一品』というキャッチコピーで、同市場最高出力を謳ったが、約2ヶ月後となる1987年2月、ジャンボタイタンが105馬力を発揮するSL型3.5Lへ変更し、同市場最高出力は奪われる。以降、広大なワイドキャブとキャブチルトによるメンテナンスの利便性を中心にマーケティングを行った。
- 1987年 - アジアへの輸出が開始され、数年のうちに他の市場にも輸出された。欧州では東欧と南欧で販売された。
- 1988年3月8日 - マイティがベースのマイクロバス（韓国の区分では準中型バス）「コーラス」を発売。
- 1991年7月23日 - 荷室を広く取り、地上高を高め、115馬力を発揮するD4AK型3.3Lを搭載した積載量3.5トン車を追加発売[1]。このエンジンは、1997年5月に発売された1998年式積載量2.5トン車にも搭載された。正式名称はマイティでは無く、3.5トントラック（3.5 TON TRUCK、朝: 3.5톤 트럭이）であったが、マイティとキャビンとエンジンを共有する事に加え、便宜上マイティ3.5トンと呼称される場合が多い。フルモデルチェンジが実施されたマイティⅡからは、積載量3.5トン車もマイティの車名を使用し、主力車種として扱う様になった。
- 1992年4月21日 - 1992年式へ移行[2]。グリル上中央に配置されたエンブレム（HYUNDAI）が、左側ヘッドランプの左上に配置され、100馬力を発揮するD4AF型3.5L（K-1型）が搭載され[2]、低公害であるノンアスベスト製クラッチディスクを採用、低床車のみラジアルタイヤを設定。また、ボディ同色のバンパーを装着し、ドア側方にK-1型のステッカー（K-1엔진）を装着した。なお、1993年式からは、エンブレム（HYUNDAI）がアルミ製からステッカー品へ変更された。
- 1994年11月 - 1995年式からヘッドランプが角型4灯に変更され、ドアのステッカーが変更され、3.5トン仕様に130馬力のD4AK型ターボエンジンを搭載、ワイドバンパーとラジアルタイヤ、荷重検知減圧バルブ（LCRV）、9インチ+10インチのブレーキブースター、ウレタンステアリングなど新規機能を搭載した。ラジアルタイヤは低床仕様のみ標準装備で、高床仕様と積載量3.5トン仕様はオプション設定となった。
- 1996年 - 1997年式から3.5トン仕様にオプション設定されていた120馬力のD4AE型ターボエンジンにコイルスプリング式サスペンションを装着し、中型トラック初となるパワークラッチを採用した。またフロント中央にヒュンダイのロゴを装着した。
- 1998年10月20日 - フルモデルチェンジが実施されたマイティⅡの発売に伴い、販売終了となる。

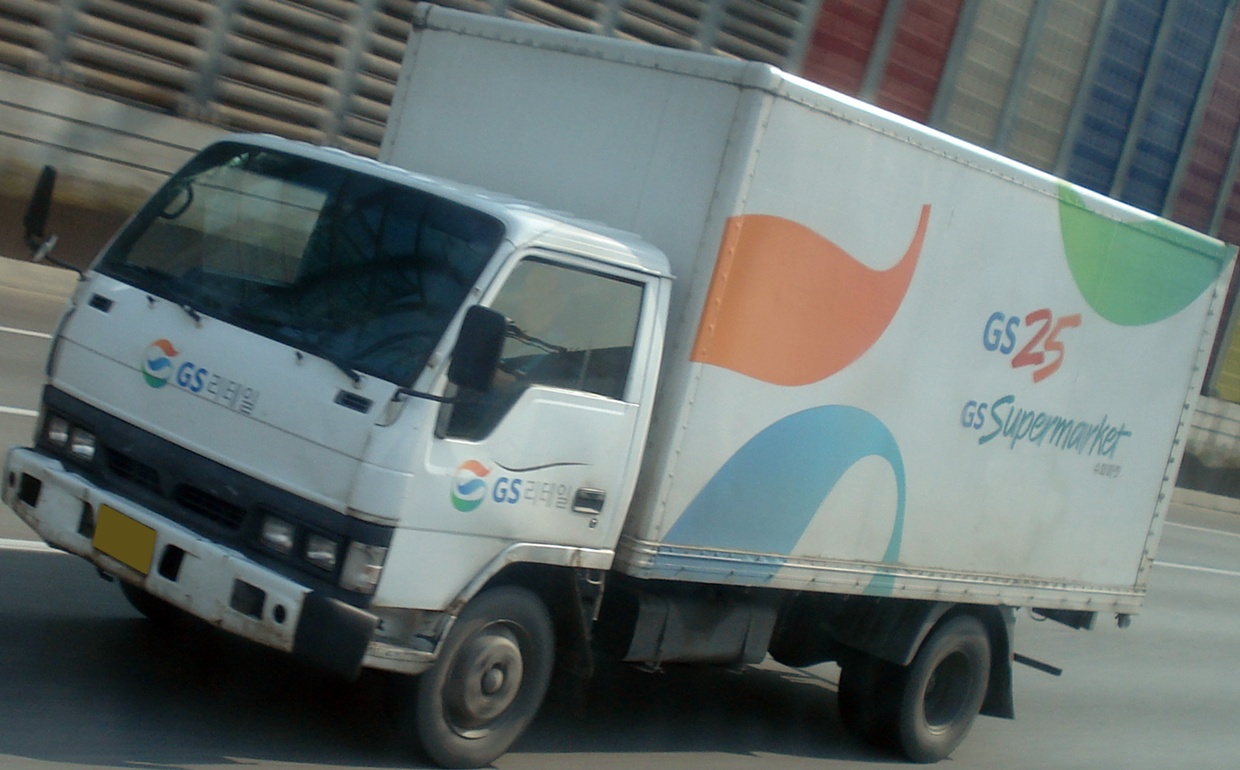
1994年11月初期型
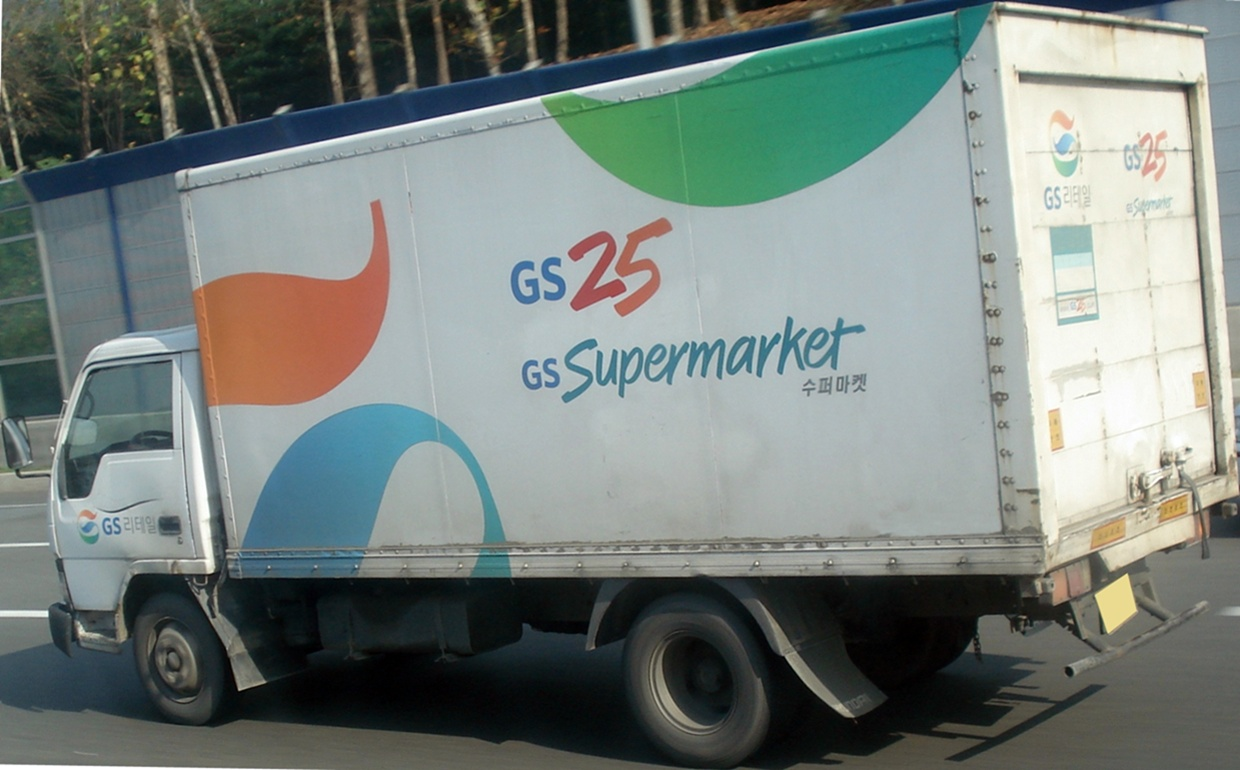
1994年11月初期型

## 2代目 WT1型 (1998年-2015年)
海外ではヒュンダイ・HDシリーズの一部となり、HD45、HD65、HD72などの車名で販売されている。この車名の数字は車両総重量を示している（例えば45は4.5トン）。

### 1998年10月初期型 (マイティII、1998年 - 2004年)

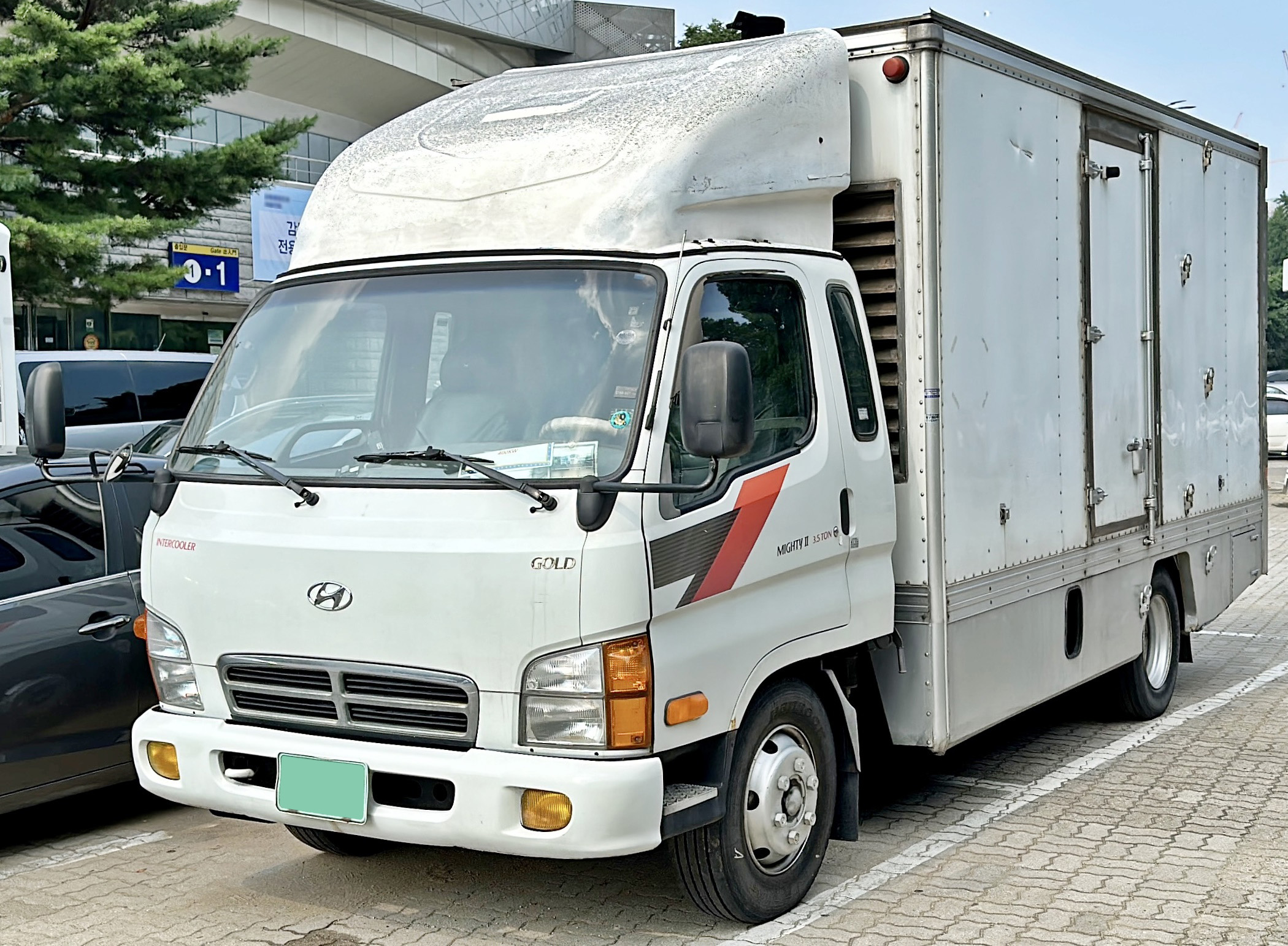
1998年10月初期型 GOLD 3.5t積

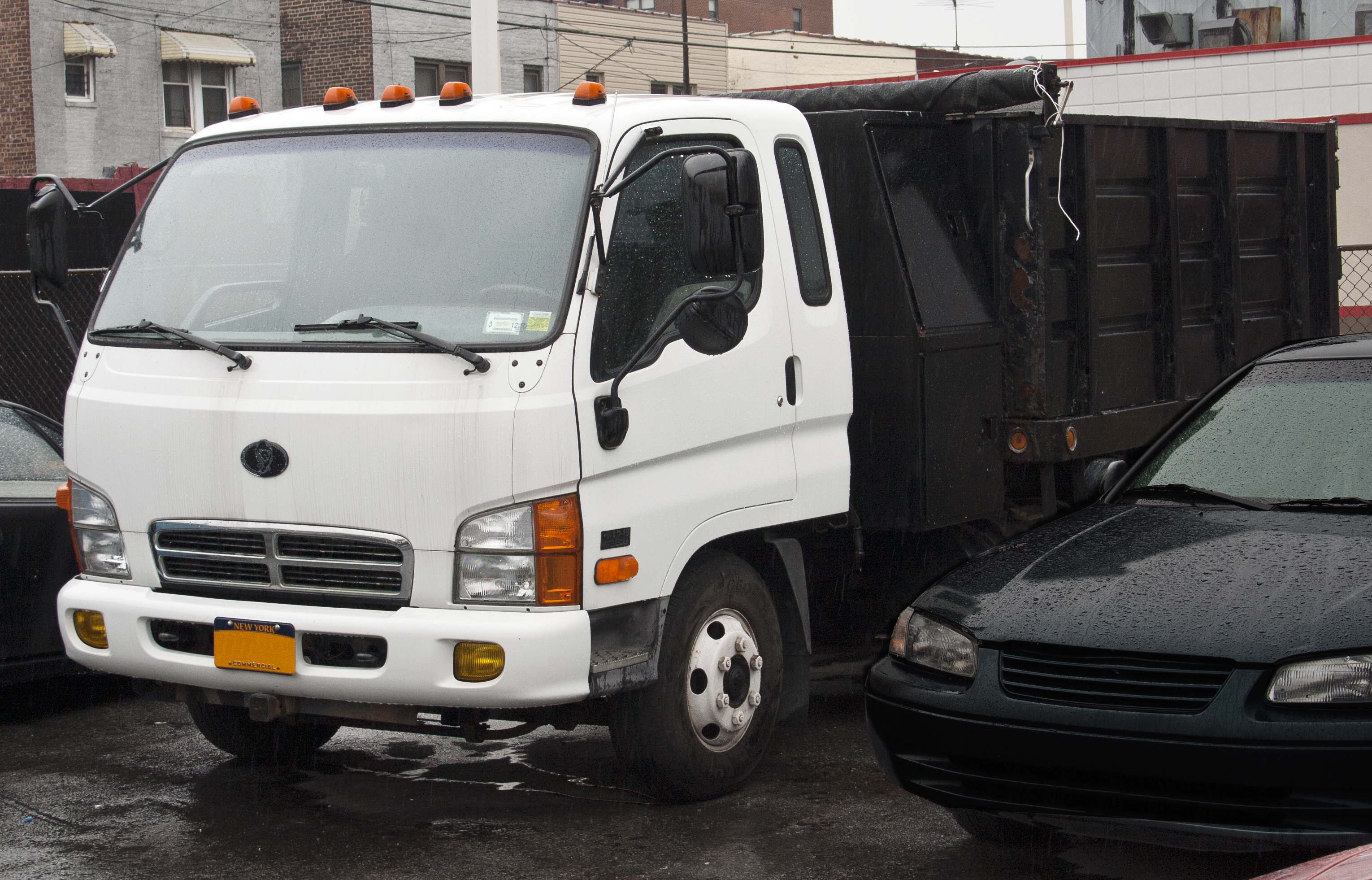
1999年9月初期型 ベーリング・LD15

1998年10月20日、2代目が「マイティII」として登場。マイティⅡはキャブとフレームは現代自動車自社開発であるが、プラットフォームは先代のマイティをベースに、エンジンは先代からの流用だが、小幅改良されたエンジンも搭載する。この手法は6代目三菱ふそう・キャンターと同様のため、6代目三菱ふそう・キャンターがベースという噂もあった。なおマイティⅡと6代目三菱ふそう・キャンターは外観デザインが大幅に異なる。
マイティⅡは三菱ふそう・キャンターをはじめとする日本のトラックでは稀なスーパーキャブもラインナップされている。他にフルキャブとワイドキャブをラインナップした。乗り心地も大幅に改善され、乗用車並みのものになり、外観もより現代的に改められた。マイティⅡがベースのマイクロバス「カウンティ」も共に1998年に発売された。
先代同様ティルトキャブとダブルキャブをラインナップする。エンジンは現代自動車の120馬力を発揮する3.3Lターボディーゼルが搭載された。
マイティⅡからワイドキャブのみスーパーキャブも設定されており、フルキャブはシングルキャブのみ設定する。ただ、ダブルキャブは主に公用車として使用される。以降、ワイドキャブは生産終了になったがフルキャブは2023年まで小幅改良を経て生産された。
2000年10月にはヒュンダイの傘下に入った起亜自動車が、マツダ・タイタンベースの「トレード」 (Trade) に代わる車種として「パマックス」(Pamax) を発売した。パマックスはマイティⅡの姉妹車であるが、大幅に異なるデザインのフロントマスクが与えられた。
2000年代初頭の自動車排出ガス規制で先代から搭載していたD4AF型エンジン、D4AE型エンジンが生産終了になり、D4AL型エンジンを搭載、D4DA型エンジンをオプション設定した。
これと同時期に、マイティⅡはABSが標準装備され、運転席エアバッグがオプションで設定された。
北米では短期間であるがマイティⅡはベーリング・トラック (Bering Truck) によって、デトロイトディーゼル製のエンジンおよびアリソン・トランスミッション製のオートマチックトランスミッションが搭載され、ベーリング・LDの車名で製造・販売された。
マレーシアではイノコムが2007年3月からイノコム・HD5000として製造・販売している（後にAD3に改名）。

### 2004年9月改良型 (e-マイティ、2004年 - 2015年)

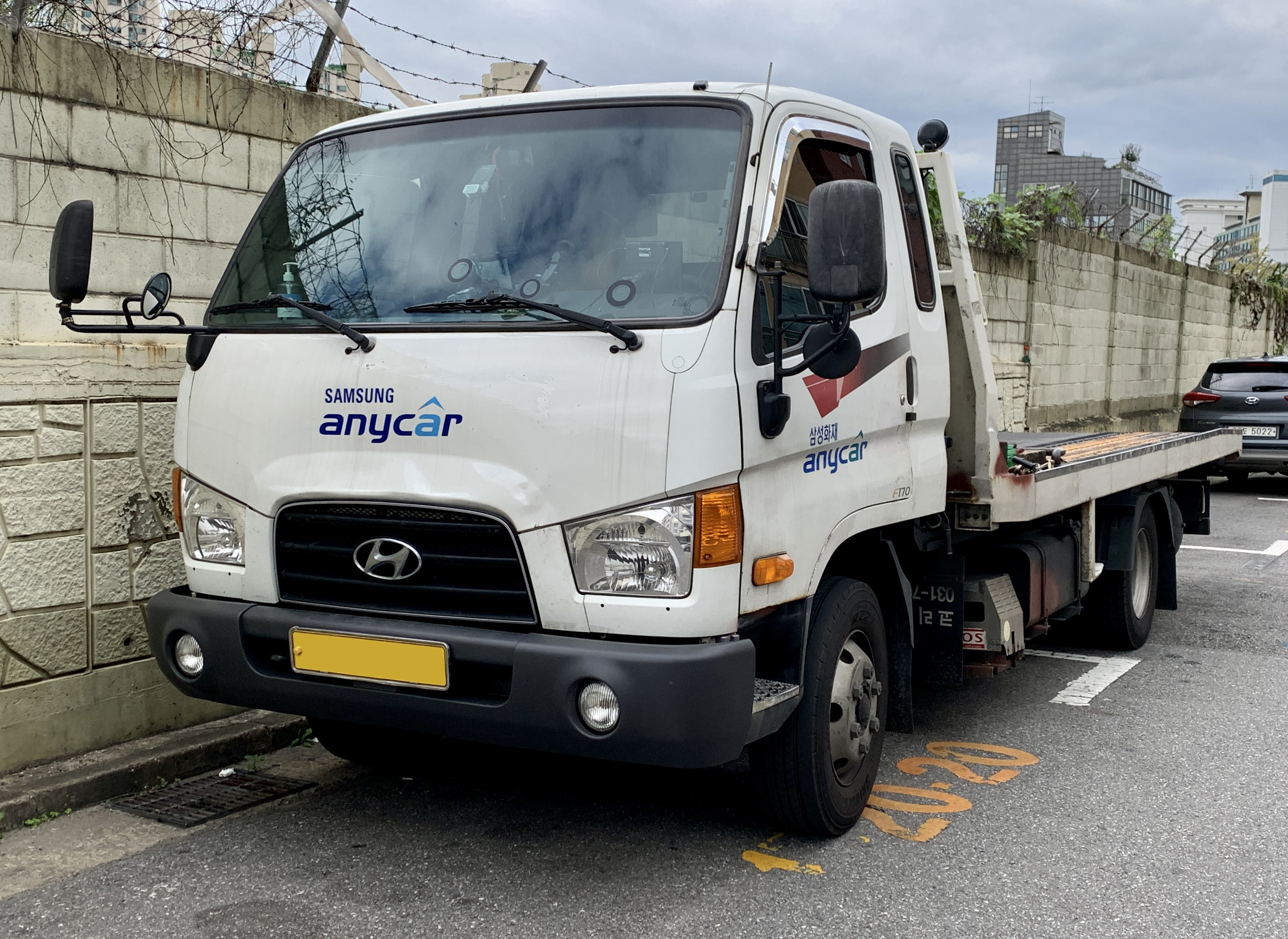
2008年2月改良型 F170 3.5t積

2004年9月、大幅改良を実施し「e-マイティ」として登場。同時にマイティⅡベースのカウンティも「e-カウンティ」として登場。外観デザインは姉妹車のキア・パマックスをベースにエンブレムなど小幅変更を加えたものとなった。ヘッドランプは同一のものとなる。一方、パマックスの販売は打ち切られ、起亜自動車のトラックはボンゴのみとなった。また内装もダッシュボードが変更を受け、さらなる軽量化が行われ積載量3.8トンを可能とした。
エンジンはコモンレール式インジェクターを装着した145馬力のD4DD型エンジンを搭載し、より厳格化された排ガス規制と欧州安全規格を満たした。なお全幅の狭いフルキャブは外観デザインの変更を受けず、「マイティQt」と改名して継続販売された。なお内部の一部、エンジンのみ変更している。
2008年には独自開発したF型エンジンを搭載して150馬力に向上し、青色と赤色を組み合わせたステッカーと速度計が変更された。
2012年8月にはワイドキャブが「ニューマイティ」に車名を変更し、赤色のデカールが変更され、Aピラー付近にあったサイドミラーが輸出仕様と同様ドア付近に移動、カウンティと共に170馬力に向上した。
ワイドキャブは2015年にフルモデルチェンジされた3代目が発売され生産終了になった。またダブルキャブは生産終了になるまでパーキングブレーキケーブルを装備していた。
3代目マイティが発売されたものの、マイティQtは再び「マイティナローキャブ」に改名、2023年まで継続生産された。
かつては特装車のカタログなどでのみ確認できたが、2021年式発売以降はホームページに再び掲載された。ラインナップは積載量2トンのカーゴ、積載量2.5トンと特装用シャシー、ダンプトラック、アームロール、タンクローリーのみの販売となった。
ポーター/ボンゴが搭載する140馬力、40kgf・mを発揮するF型エンジンより強力で小型な150馬力、38kgf・mを発揮するA2型2.5Lエンジンを搭載。なお自動変速機はオプションで設定されておらず、5段M035S5型手動変速機のみ。またユーロ6に対応してAdBlueを使用するばい煙処理方式を利用して荷室左側にAdBlueタンクが設けられ、速度計もAdBlueの残量が表示されるようトリップコンピューターに変更された。
また従来5ホイールスタッドであったホイール締付け方式が3代目マイティと同一の6ホイールスタッドに変更された。
2018年にはYFソナタと同様のエアバッグ非装備のステアリング・ホイールを装着、最大積載量を表すステッカーが「2.0 TON/2.5 TON」から3代目マイティ同様「EX 2.0/EX 2.5」に変更、前輪ディスクブレーキと横滑り防止装置が標準装備された。なお3代目マイティとは異なり24Vではなく12Vが採用された。これはコスト削減のためと考えられる。
2021年7月には前方衝突防止補助システムと車線逸脱防止支援システム、運転席/助手席エアバッグを装備した2022年式が発売された。後にミリ波レーダーを装備、バンパーのデザインを小幅変更、ナンバープレートの位置を変更するなど変更が加えられた。
2023年には3代目マイティに吸収される形で生産終了となった。

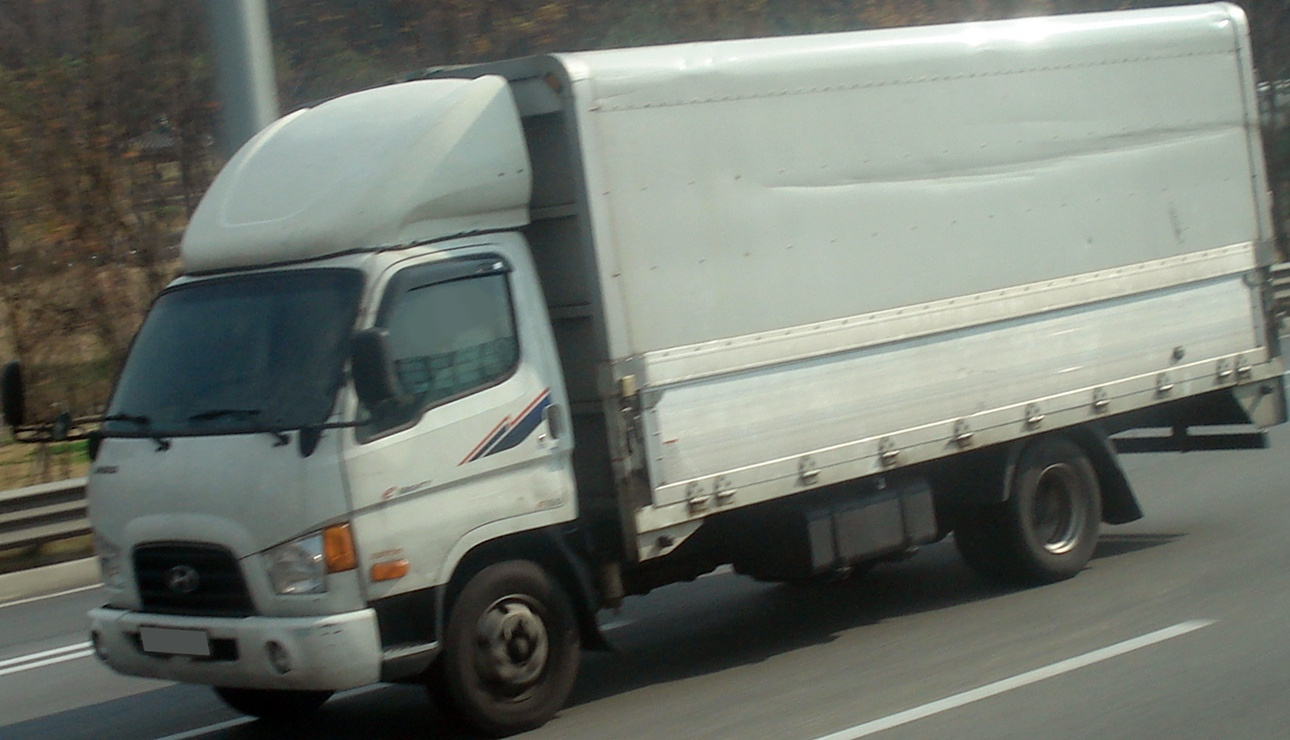
2008年2月改良型 F170 3.5t積
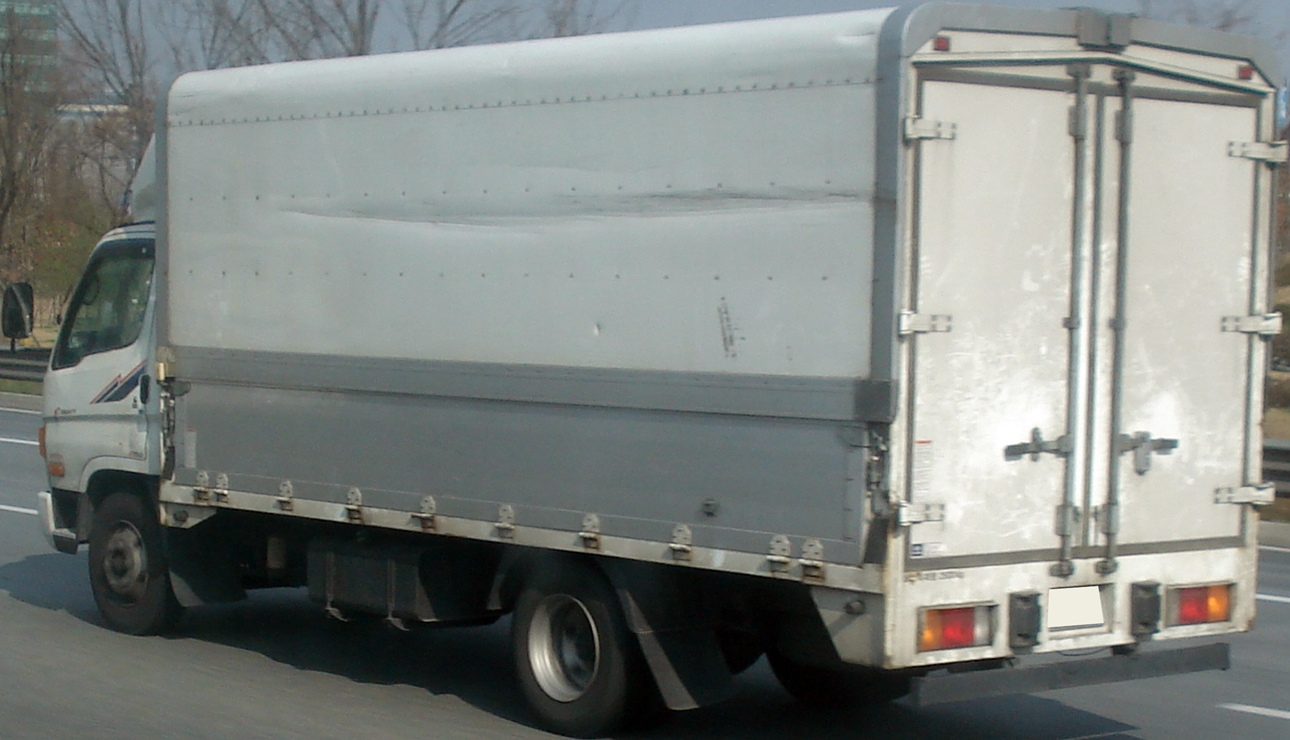
2008年2月改良型 GOLD F170 3.5t積

## 3代目 WQ型 (2015年 - )
2015年4月2日、17年ぶりにフルモデルチェンジされたマイティがソウルモーターショーにて世界初公開され、韓国国内で販売を開始した。フレームを新設計し、外観デザインは現代の現代自動車の他の商用車と同様のものとなった。ヘッドランプはバルブ式2灯で、フロントバンパーにはプロジェクション式フォグランプとバルブ式デイライトを装着。テールランプは2代目からの流用である。ドアはグリップタイプに変更された。なお仕様によってはフォールディングタイプのリモートキーを装備する。当初はカーゴ仕様のみであったが、後に特装車、ダブルキャブが追加された。
2代目エクウスと同様ウェルカムサウンドを装備。なおデザインは初公開時から「同クラスの競合車である日本製のトラックに類似しているのでは」という評価が主であった。
エンジンは170馬力のF170型3.9Lディーゼルエンジンを搭載し、ユーロ6の適合により価格は1000万ウォン（約1140万円）ほど引き上げられた。当初は5速手動変速機のみの設定であったが、その後「マイティワイド6.6」を発売し、このモデルのみに6速手動変速機をオプション設定した。また初代と2代目のフルキャブは前輪のみディスクブレーキ装着が可能であったが、3代目は後輪もディスクブレーキ装着がオプション設定され可能となった。
以前は積載量3.5トン仕様のみが6ホイールスタッドを採用していたが、3代目からは2.5トン仕様（フルキャブも含む）も6ホイールスタッドが採用された。ボディーカラーはクリーミーホワイト、インキーブルー、ハイパーシルバー、ジェードをラインナップ。またハイパーシルバーは30万ウォン（約3万4193円）の追加費用が発生する。
2017年には運転席エアバッグがオプション設定されたが、2018年には全仕様標準装備となった。同時にビークルダイナミクスコントロールも標準装備となる。
積載量3.5トン仕様のキャブ付シャーシが追加。ユーロ6適合の180馬力のVGT型3.0LコモンレールディーゼルエンジンとZFの8速自動変速機を搭載。
3代目は2代目と同様乗り心地が大幅に改善された。またいすゞ・エルフとMAN・TGL 積載量3.5トン仕様を意識してか、2020年にはアリソン・1000xFE型6速自動変速機がオプション設定された。「P-R-N-D-3-2/L」の順に動作する。
中国市場では2017年から「盛图」として中国現地法人である四川現代によって生産されている。中国市場向け盛图はF型エンジンは搭載されず、カミンズ・ISF 2.8/3.8型エンジン、いすゞ自動車の2.7Lエンジンを搭載する。2020年からはこの盛图を海外市場に「HD78 GT」として販売している。
2020年式からエアブレーキを追加。装備はキャブ付シャーシのみ可能。なおエアブレーキ装備車はディスクブレーキ、自動変速機が選択不可であったが、自動変速機は2023年式から選択可能となった。また速度計に空気用圧力計が表示されるよう3.5インチディスプレイが装着された。
2021年7月にはワイドキャブ、フルキャブ全仕様に前方衝突防止補助システムが標準装備され、これまでエアバッグを装備していなかったフルキャブも運転席と助手席に2代目ディパワードエアバックを標準装備した。ワイドキャブは速度計の3.5インチディスプレイが標準装備となった。
2023年2月16日には新規年式の発売と同時に、デラックス/スーパー/ゴールドのグレード名を他の乗用車と同一のモダン/プレミアム/プレステージに変更。従来グレードからトップシェード、以前は警告灯のみを表示していたシートベルト不着用の警告を、助手席に範囲を拡大し警告音を追加。運転席のシートは長時間運転による疲労を低減し、乗り心地の改善のためスプリング数を増加させ振動の吸収力を強化したコイルスプリング式サスペンションを標準装備し、作業灯のスイッチをダッシュボードの中央から運転席の左側下部に移動。
エアブレーキ装備車はエントリーグレードのモダン/デラックスグレードを追加し、従来の3種類のホイールベースのラインナップに2種類（短軸高床/超長軸高床）を追加して5種類になった。また超長軸のホイールベースは4,900mm。長軸/超長軸高床は架装をオプション設定可能。坂道発進補助装置付きのZF・パワーライン8速自動変速機をオプション設定、エアコンアウトレットを新たに追加した。
海外ではヒュンダイ・EXシリーズとして販売されている（一部地域ではマイティの車名で販売）。

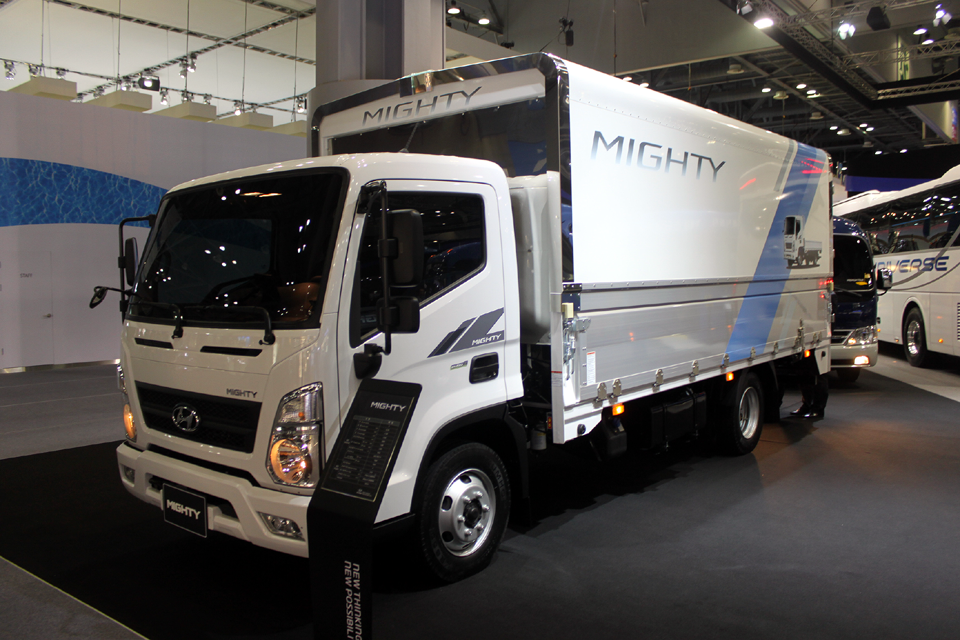
2015年4月初期型 EX3.5 3.5t積
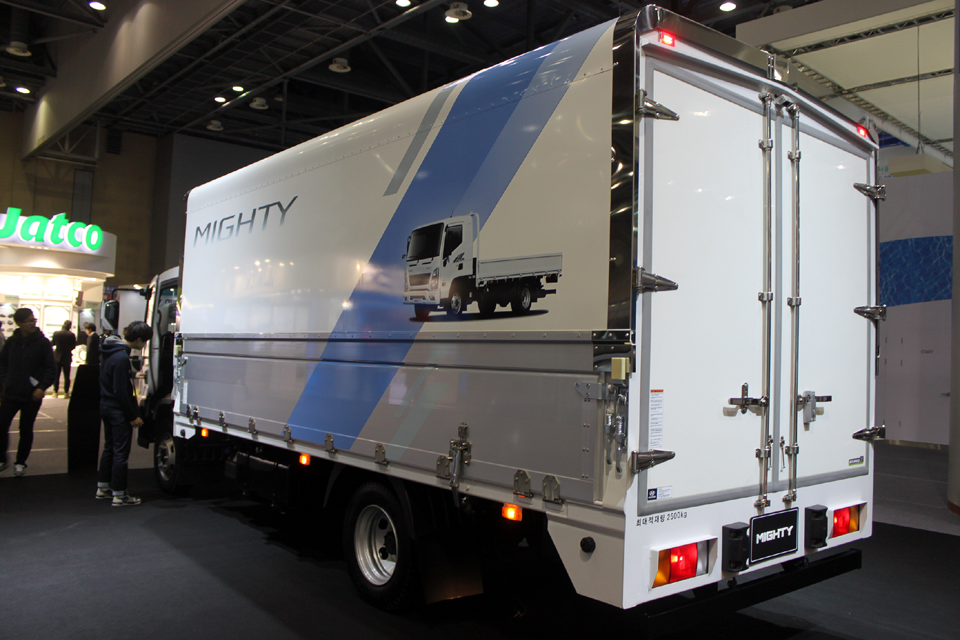
2015年4月初期型 EX3.5 3.5t積
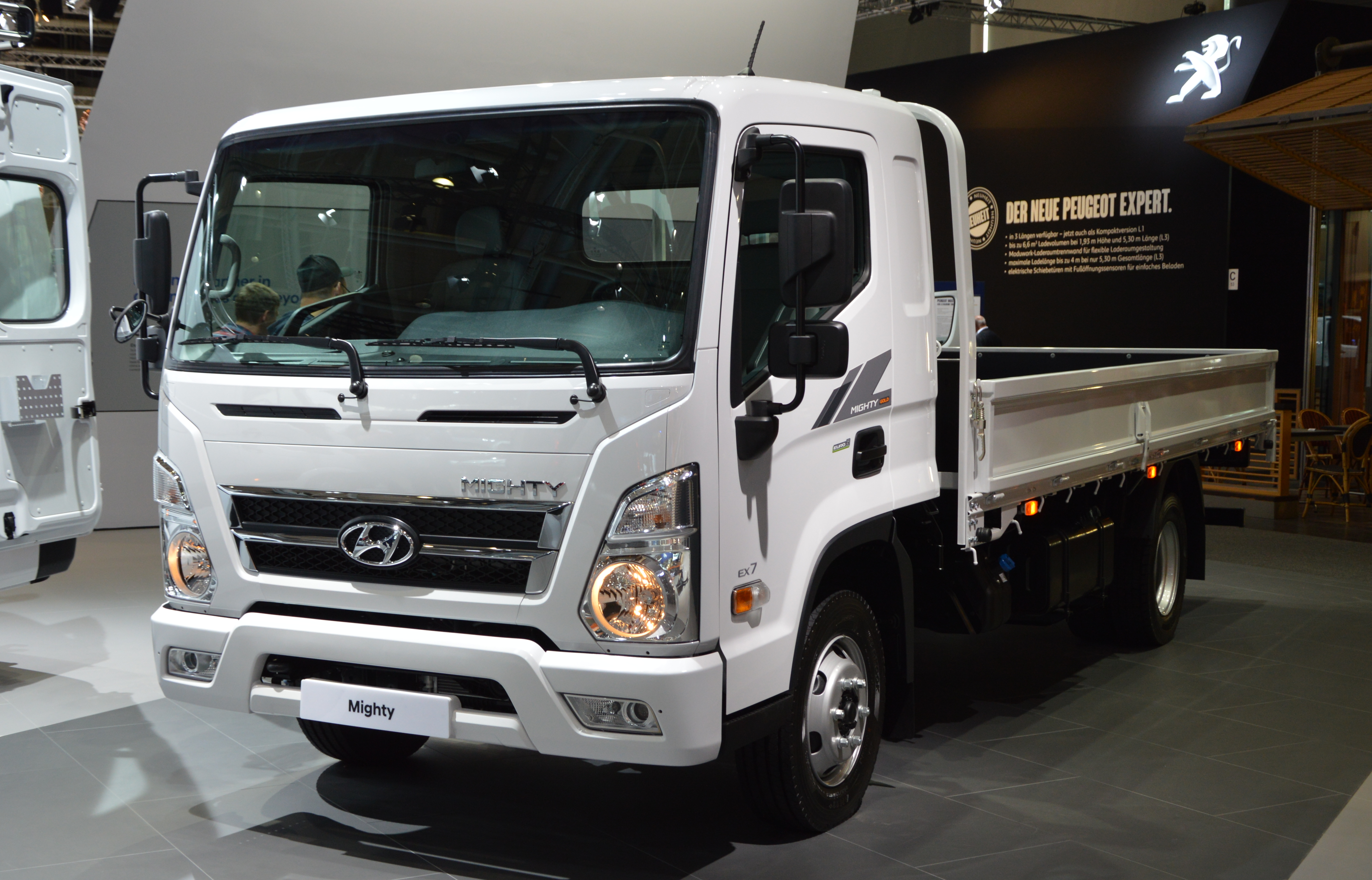
輸出仕様 2015年4月初期型 EX7 GVW7.2t

## マイティエレクトリック
2020年に郵政事業本部の郵便車で試験運行を行った。この時点では、128kWhのリチウムイオン電池を搭載し、1度の充電で最大約200kmを走行可能であった。車両総重量7.3トン、ホイールベース3300mm、最高速度80km/h、最高出力120kW、最大トルク320Nm、高電圧バッテリーは容量114.5kWh。最高出力は約163馬力のディーゼル仕様のマイティに類似している。
2023年2月にはオーストラリアとニュージーランドで先行正式公開し、キャブ付シャーシを輸出。高電圧バッテリーを搭載し、航続距離は積載時200km。直流800V、出力100kWの急速充電を用いれば71分で満充電（充電率8%→100%）となる。
その他車線逸脱防止支援システム、ビークルダイナミクスコントロール、エレクトロニックブレーキングシステムを装備し、7インチディスプレイを装着する。